# Jaskinia Goryczkowa
Jaskinia Goryczkowa (w Kasprowej I) – jaskinia w rejonie Myślenickich Turni w Dolinie Goryczkowej w Tatrach Zachodnich. Wejście do niej znajduje się u północno-zachodniego podnóża Myślenickich Turni na wysokości 1263 m n.p.m. Nieco na północ od jaskini położone jest Goryczkowe Wywierzysko. Otwór wejściowy znajduje się około 40 metrów nad dnem doliny, a 25 metrów powyżej starej nartostrady, pod najniższą ścianką Myślenickich Turni. Długość jaskini wynosi 605 metrów, a jej głębokość 31 metrów.

Tuż ponad Jaskinią Goryczkową znajduje się druga jaskinia, Myślenicka Dziura.

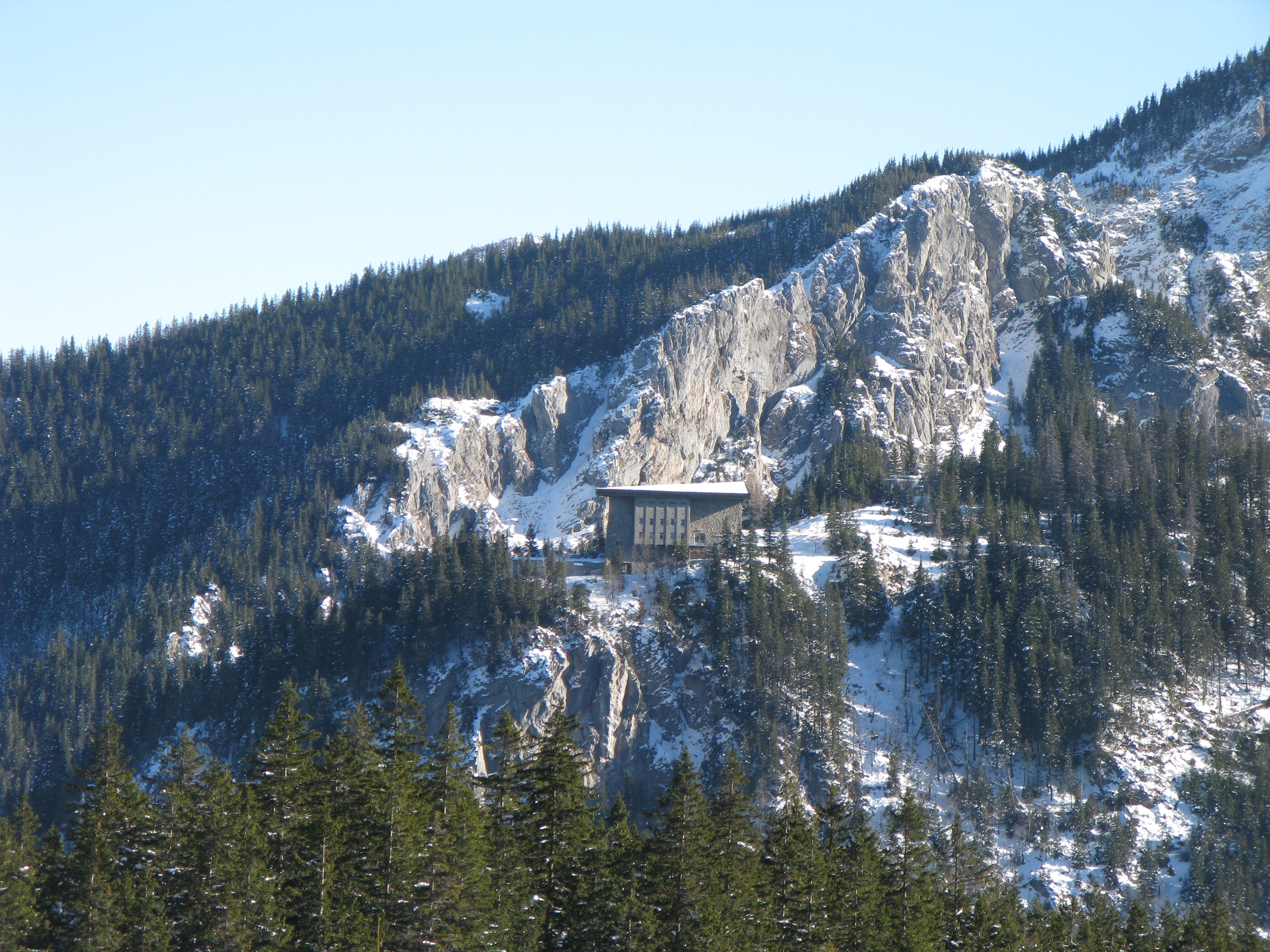
Myślenickie Turnie

## Opis jaskini
Jaskinia składa się ze skomplikowanej siatki dość małych korytarzy. Główny korytarz prowadzi od otworu wejściowego do Sali Końcowej. Odgałęziają się od niego dziesiątki mniejszych korytarzyków kończących się przeważnie ślepo lub łączących się dalej z głównym korytarzem. Idąc od otworu wejściowego głównym korytarzem, najciekawsze boczne odnogi to:
Sariska Hodba – boczne partie jaskini o długości około 100 metrów zaczynające się niedaleko otworu wejściowego (czwarty w kolejności korytarzyk odchodzący od głównego ciągu). Partie te to korytarz z odchodzącymi od niego bocznymi korytarzykami. Kończą się syfonem i zawaliskiem.
Ciąg do studni. Zaczyna się od rozwidlenia głównego korytarza (12 metrów od otworu wejściowego). Prowadzi stromą pochylnią (z dość bogatą szatą naciekową) do studni wypełnionej zawaliskiem i komina.
Dolne partie do syfonu. Ciąg ten odchodzi w lewo od głównego korytarza niedaleko za rozwidleniem. Prowadzi przez pochylnię i niewielką studnię do syfonu, a dalej do głównego korytarza.
Dolne partie do salki. Prawie w tym samym miejscu od głównego korytarza, ale w prawo, odchodzi ciąg prowadzący do salki, a dalej do jeziorka.
Sala Końcowa. Za szczeliną przecinającą główny korytarz dochodzi się do Sali Końcowej. Zalegają w niej duże bloki skał, wśród których znajdują się niewielkie korytarzyki. W jej dolnym rogu umiejscowione są dwa niewielkie otwory, skąd prawdopodobnie korytarze prowadzą do niższych partii jaskini.

## Przyroda
Jaskinia ma ubogą szatę naciekową. Są w niej nieliczne polewy, stalaktyty i stalagmity oraz mleko wapienne.
Jaskinia jest wilgotna, w jej dolnych partiach występują jeziorka. Woda w jaskini musiała płynąć w dwóch przeciwległych kierunkach, czego dowodzą liczne ślady przepływu.
We wstępnej części Jaskini Goryczkowej znaleziono w 1889 roku kości niedźwiedzia jaskiniowego i kozicy. Zimują w niej nietoperze.

## Historia odkryć
Bliższe wejścia partie jaskini były góralom znane od dawna.
W 1881 roku był w niej Gotfryd Ossowski, w 1887 roku Jan Gwalbert Pawlikowski.
W latach 1889–91 leśniczy z Zakopanego Edward Pauli poszerzył ciasne przejście, co pozwoliło na zwiedzenie całej jaskini wraz z towarzyszami.
W 1953 roku plan Jaskini Goryczkowej utworzył Kazimierz Kowalski.
Według Krzysztofa Dudzińskiego w latach 1975–76 działali tutaj grotołazi z Zakopanego. Mieli odkryć dodatkowe 30 metrów korytarzy, ale nie ma dokumentacji na ten temat.
W marcu 2012 roku podczas wyprawy słowackich grotołazów odkryto boczne partie jaskini, które zostały nazwane przez odkrywców Sariska Hodba. 
Dawniej jaskinia była opisywana w przewodnikach, ale rzadko odwiedzana. Później była częstszym celem zwiedzania i poważnie niszczona. Obecnie w otworze wejściowym znajduje się odsunięta krata.